# Lijst van afleveringen van The Bridge (VS)
The Bridge is een Amerikaans misdaadserie voor televisie die werd uitgezonden door FX Networks en is gebaseerd op de Deense/Zweedse televisieserie The Bridge. De hoofdrollen worden vertolkt door Demián Bichir en Diane Kruger. Het eerste en tweede seizoen bevatte elk dertien afleveringen en de eerste aflevering werd in Amerika op 10 juli 2013 uitgezonden, de televisieserie werd na het tweede seizoen stopgezet.
De titel van deze serie verwijst naar de brug over de Rio Grande die El Paso en Ciudad Juárez met elkaar verbindt. In deze regio werd de televisieserie ook opgenomen.

## Rolverdeling

### Hoofdrolspelers
- Diane Kruger – rechercheur Sonya Cross, lid van het politieteam van El Paso. Zij lijdt aan het syndroom van Asperger.
- Demián Bichir – rechercheur Marco Ruiz, lid van federale politie van Chihuahua. Hij is een van de laatste eerlijke en betrouwbare politieagenten in een corrupte werkomgeving.
- Ted Levine – inspecteur Hank Wade, baas van rechercheur Sonya Cross.
- Annabeth Gish - Charlotte Millwright, een rijke dame die weduwe is geworden nadat haar man een hartinfarct kreeg aan de Mexicaanse kant van de grens en stierf in El Paso. Tijdens het onderzoek ontdekken de rechercheurs dat de man er duistere zaakjes op nahield.
- Thomas M. Wright – Steven Linder, een einzelgänger, die probeert te overleven in de wetteloze grensstreek.
- Matthew Lillard - Daniel Frye, een journalist van de El Paso Times die na een veelbelovende start van zijn carrière nu worstelt met een drank- en drugsverslaving.
- Emily Rios - Adriana Mendez, een jonge journaliste van The New York Times en die geboren is in Ciudad Juárez.

### Terugkerende rollen
- Johnny Dowers – Tim Cooper, een privédetective uit El Paso.
- Catalina Sandino Moreno - Alma Ruiz, vrouw van rechercheur Marco Ruiz.
- Carlos Pratts - Gus Ruiz, een zoon van Alma en Marco.
- Eric Lange - Kenneth Hasting, een collega van Alma Ruiz.
- Ramón Franco - Fausto Galvan, een drugskartelleider en eigenaar van El Rey Storage.
- Alejandro Patino – Cesar, een vertrouweling van Karl Millwright (overleden man van Charlotte Millwright).
- Juan Carlos Cantu – kapitein Robles, de baas van rechercheur Marco Ruiz.
- Diana-Maria Riva - Kitty Conchas, medewerkster El Paso politie die van Mexicaanse afkomst is maar geen woord spaans spreekt.
- Arturo del Puerto - Hector Valdez, een werknemer van Fausto's
- Stephanie Sigman - Eva Guerra, vriendin van Hector.
- Alma Martínez - Graciela Rivera, een smokkelaar en voormalige partner van Karl Millwright (overleden man van Charlotte Millwright).
- Brian Van Holt – Ray Burton, voormalige liefde van Charlotte.
- Daniel Edward Mora – Obregon, bodyguard van Fausto.
- Larry Clarke - Manny Stokes, een overijverige hulpsheriff in El Paso.
- Lyle Lovett - Monte P. Flagman, advocaat van Graciela Rivera.
- Don Swayze – Tim, contactpersoon van Ray in Tampa.
- Chris Browning - Jackson Childress, een jager op illegale immigranten.
- Franka Potente - Eleanor Nacht, een probleemoplosser van de drugskartel.
- Manuel Uriza - Abelardo Pintado, Mexicaans openbaar aanklager die de corruptie onderzoekt in Juárez.
- Nathan Phillips - Jack Dobbs, broer van Jim Dobbs die de zus van Sonya vermoordde.
- Abraham Benrubi - Joe Mackenzie, agent van DEA die onderzoek uitvoert naar Fausto Galvan.
- Bruno Bichir - Sebastian Cerisola, bestuursvoorzitter van Grupo Clio die nauwe banden heeft met het drugskartel.

## Seizoen 1 (2013)
| Aflevering | Titel                       | Schrijver                       | Regie                 | Uitzenddatum VS   | Selectie gastrollen |
| --- | --------------------------- | ------------------------------- | --------------------- | ----------------- | --- |
| 1. | Pilot                       | Meredith Stiehm & Elwood Reid   | Gerardo Naranjo       | 10 juli 2013      | Mary Pat Gleason - Denise Robert R. Shafer - Karl Millwright Brady Smith - Mike Gates                                       |
| Nadat er een stroomstoring gerepareerd is op de brug over de Rio Grande tussen El Paso en Ciudad Juárez wordt er het lichaam gevonden van de Amerikaanse rechter Lorraine Gates, het lichaam bevindt zich op de exacte grens tussen Amerika en Mexico. Dit houdt in dat twee politieagenten uit zowel Amerika als Mexico met de vondst gaan bemoeien, rechercheur Sonya Cross uit El Paso als rechercheur Marco Ruiz uit Chihuahua. Het lichaam op de brug wordt onderzocht door de lijkschouwer, tijdens het verplaatsen blijkt het lichaam uit twee delen te bestaan. De bovenste deel blijkt van de rechter Gates te zijn, en de onderste deel blijkt te behoren bij de Mexicaanse Cristina Fuentes. Rechercheur Ruiz linkt haar aan een zaak van 23 aan stukken gesneden lichamen die gevonden zijn in een doodshuis. De politie achterhaalt de gegevens van een kentekenplaat van de auto die het lichaam heeft gedropt, dit leidt hen naar een de journalist Daniel Frye. Steven Linder ontvoert Eva Guerra vanuit een nachtclub en neemt haar mee naar een woonwagen in Texas waar hij haar een korte tijd vasthoudt. Rechercheur Ruiz staat toe dat een ambulance de grens passeert naar Amerika, in de ambulance ligt een Amerikaanse patiënt met een hartinfarct die wordt vergezeld door zijn vrouw Charlotte Millwrigh. Als de man komt te overlijden aan zijn hartinfarct besluit zijn vrouw om hun papieren uit te zoeken. Zij vindt dan een mobiele telefoon die beveiligd is door een paswoord en een sleutel. Zij informeert bij een medewerker van haar ranch naar de telefoon en sleutel, hij kan haar echter niets vertellen over de telefoon maar neemt haar mee naar een cabine op de ranch met een hangslot. |                             |                                 |                       |                   | |
| 2. | Calaca                      | Elwood Reid                     | Sergio Mimica-Gezzan  | 17 juli 2013      | Lee Garlington - Sherry Spellman Jason Wiles - Paul Diane Delano - Darcy                                                    |
| Met tegenzin neemt rechercheur Ruiz rechercheur Cross mee naar het Mexicaanse politiehoofdbureau om daar het bewijs in te laten zien over de dood van de Mexicaanse Cristina Fuentes en de andere 22 lichamen. Charlotte Millwright ontdekt een tunnel, nadat zij de cabine open heeft gemaakt. Tevens krijgt zij bezoek van een advocaat die haar vertelt dat haar man is gestorven met belangrijke financiële verplichtingen. Steven Linder is bezig om de persoonlijke bezittingen van Eva Guarra te verbranden, wel redt hij haar mobiele telefoon uit het vuur. Illegale immigranten uit Mexico drinken uit een waterpoel in de woestijn, dit water blijkt echter vergiftigd te zijn. De enige die hier niet van gedronken heeft is Maria, zij bereikt een bijgelegen weg en wordt daar opgepikt door een voorbijganger. Daniel Frye, een journalist van de El Paso Times, publiceert een verhaal over de dubbele moord op de brug. Dan wordt hij gebeld dat hem leidt naar de dood van de illegale immigranten. |                             |                                 |                       |                   | |
| 3. | Rio                         | Meredith Stiehm                 | Charlotte Sieling     | 24 juli 2013      | Lee Garlington - Sherry Spellman Jason Wiles - Paul Diane Delano - Darcy                                                    |
| De man die de moorden op de brug, de negen Mexicanen in de woestijn en de ontvoering van Maria opeist vertelt aan journalist Daniel Frye dat hij 1 miljoen dollar eist van vier rijke Amerikanen. Onder de vier rijke Amerikanen zit ook de gestorven man van Charlotte Millwright. Charlotte wordt naar het politiebureau in El Paso geroepen voor het beantwoorden van enkele vragen, ook die gesteld worden door rechercheur Ruiz. Later krijgt rechercheur Ruiz bezoek van zijn familie en hij stelt hen voor aan zijn Amerikaanse collega, rechercheur Cross. De onbekende man die Maria vasthoudt probeert haar te verbergen in de woestijn en zet een webfeed op naar de krant van journalist Daniel Frye. Charlotte Millwright begraaft haar man en na de uitvaart krijgt zij een discussie met de zogenaamde zakenpartner van haar overleden man. Nadat Millwright weigert verdere zaken met haar te doen krijgt zij met enkele negatieve reacties te maken. Dan krijgt zij bezoek van rechercheur Ruiz die informatie zoekt naar de omstandigheden in de dood van haar man. Rechercheur Cross onderzoekt de plek waar de illegale immigranten dood werden gevonden, dan ontdekt zij in de verte de woonwagen van Steven Linder. Zij gaat naar de woonwagen om deze ook aan een onderzoek te onderwerpen. Linder wordt naar het politiebureau gebracht waar rechercheur Cross en rechercheur Ruiz hem aan een ondervraging onderwerpen, maar moeten hem al snel weer vrij laten wegens gebrek aan bewijs. Journalist Daniel Frye gaat samen met journaliste Adriana Mendez naar Mexico om te praten met mensen achter de illegale immigratie organisaties. |                             |                                 |                       |                   | |
| 4. | Maria of the Desert         | Chris Gerolmo                   | Bill Johnson          | 31 juli 2013      | Jon Gries - Bob David Meunier - agent Ralph Gedman Alex Fernandez - FBI SAC Richard Heller Lee Garlington - Sherry Spellman |
| Charlotte Millwright besluit de tunnel tussen haar ranch en Mexico te openen, dit nadat de vrouw op de uitvaart eiste. Steven Linder brengt Eva Guerra naar een afgezonderd huis, en vertelt haar dat ze hier veilig is. Fausto Galvan, een lokale Mexicaanse drugsbaron, is bezorgd om de toegenomen grenscontroles na de ontvoering van Maria. Hij gebruikt nu de tunnel van Millwright om zo het losgeld naar rechercheur Ruiz te brengen in El Paso om Maria te redden. De FBI, die nu betrokken is bij de ontvoering, neemt het losgeld over en brengt het naar de afleverplek. Rechercheur Cross ontdekt waar Maria vastgehouden wordt in de bloedhete woestijn, en probeert haar met hulp van haar baas te redden. Zij zijn helaas te laat, en terwijl rechercheur Ruiz de verdwenen FBI agent zoekt die het losgeld bij zich heeft wordt hij in de val gelokt door de moordenaar. |                             |                                 |                       |                   | |
| 5. | The Beast                   | Esta Spalding                   | Gwyneth Horder-Payton | 7 augustus 2013   | Alex Fernandez - FBI SAC Richard Heller April Grace - medewerkster immigratiedienst Cole Bernstein - Gina Meadows           |
| drugsbaron Fausto Galvan beseft, terwijl hij al talloze mensen gedood heeft, dat hij niet geniet van het doden van mensen. Hierdoor denkt hij dat de moordenaar van de lijken op de brug anders over moorden denkt. Dan gaat hij een andere kamer binnen en schiet de neef van Hector Valdez dood. Rechercheur Cross zoekt rechercheur Ruiz op bij hem thuis, zij vertelt hem dat zij informatie heeft over agent Gedman. Volgens haar gebruikte Gedman Christina Fuentes op wekelijkse basis. Tijdens een diner met de familie vertelt zij ook aan Ruiz dat Charlotte Millwright zijn portemonnee op het politiestation afgegooid heeft. Als rechercheur Ruiz naar bed gaat legt hij uit gewoonte zijn portemonnee op zijn nachtkastje, zijn vrouw Alma eist hem echter weg te gaan. Gina Meadows, die gearresteerd werd voor winkeldiefstal, wordt door haar vader opgehaald uit de gevangenis na het betalen van de borgsom. Hij wil echter niet dat zij bij hem blijft omdat zijn vriendin dit niet wil hebben. Gina vertelt haar vader dat zij wel alleen naar huis gaat, echter dwaalt zij dan rond in de straten van Juárez. Dan wordt zij meegenomen door een vrouw die haar roze kruizen laat zien. De kruizen staan voor de meisjes die vermoord zijn door de beest. Onder de vermoorde meisjes zat ook haar zus. Dit maakt Gina angstig om naar huis te gaan. Maria komt langzaam bij bewustzijn in het ziekenhuis, rechercheur Cross en journalist Daniel Frye willen haar snel wat vragen stellen. De dokter vertelt hen echter dat Maria hier nog niet toe in staat is. Later gaat rechercheur naar Frye om te praten, tijdens hun gesprek lukt het Ruiz om de telefoon van hem te stelen. Maria wordt wakker en rechercheur Ruiz vertelt haar niet te praten voordat zij asiel heeft gekregen. Rechercheur Cross krijgt een telefoontje van de moordenaar, hij vertelt haar dat hij nu maatschappelijke doelen wil aan gaan vallen. Zij denkt nu aan agent Gedman als wel aan de video's van Christina. In een café vertelt Millwright aan rechercheur Ruiz over Graciella Rivera en de tunnel op haar ranch, maar hij wil dit allemaal niet weten. Dan krijgen rechercheur Cross en rechercheur Ruiz een dossier over agent Gedman waarin staat dat hij order had gekregen om psychiater dr. Meadows te bezoeken voor behandeling. De rechercheurs gaan naar het huis van dr. Meadows en vinden hem met een doorgesneden keel. Tevens vinden zij een doodsbange Gina op het toilet die hen vertelt dat zij de beest heeft gezien. Hector Valdez valt de woning van Steven Linder binnen en eist van hem de verblijfplaats te geven van Eva Guerra. Dit gesprek eindigt in een vechtpartij waarbij Linder Valdez dood slaat. Dan wordt er op de deur geklopt bij Linder, het is rechercheur Ruiz die hem wat vragen wil stellen. Hij wil best wat antwoorden geven maar weigert hem binnen te laten. Als rechercheur Ruiz weg is rolt hij Valdez in een tapijt en gooit dit uit de raam. Later wil Linder het lichaam van Valdez begraven in de woestijn, dan verschijnt ineens Fausto Galvan op het toneel die het lichaam van Valdez opeist. |                             |                                 |                       |                   | |
| 6. | ID                          | Dario Scardapane                | Alex Zakrzewski       | 14 augustus 2013  | Brad William Henke - Jim Dobbs Rebecca Lowman - Mrs. Meadows Cole Bernstein - Gina Meadows P.J. Marshall - Peter Meadows    |
| Charlotte Millwright en haar ex-geliefde Ray Burton hebben samen seks en leidt hem naar de tunnel op haar ranch. Millwright krijgt bezoek van Graciella Rivera die haar vertelt dat Burton nu de controle heeft. Burton vertelt aan Timmy dat hij de baas is en vraagt hem voor nieuwe spullen, het blijkt dat Timmy werkt voor de ATF. Rechercheur Ruiz, rechercheur Cross en inspecteur Hank Wade onderzoeken het huis van dr. Meadows. Zij concluderen dat dr. Meadows vermoord is door een doorgesneden keel, een methode die veel gebruikt wordt in Colombia. Rechercheur Cross probeert Gina, de dochter van dr. Meadows, te ondervragen aangezien zij de engste getuige is. Zij heeft geen behoefte voor de vragen en wil met rust gelaten worden. Op het politiebureau laat rechercheur Cross aan Gina enkele foto's zien van patiënten van haar vader of zij hieruit de beest herkent, zij herkent hier niemand uit. Na het doorzoeken van de dossiers van dr. Meadows gaan zij hun baas inspecteur Wade vragen over zijn tijd als patiënt van de dr. Meadows. Inspecteur Wade vertelt hen over een zaak waarin een jong meisje verkracht en vermoord werd en dat haar jongere zusje het lichaam moest identificeren. Het lukte hem toen om de dader, Jim Dobbs, te vinden maar moest hem toen neerschieten tijdens een achtervolging. Dobbs overleefde de schietpartij maar hield hier wel een serieuze hersenbeschadiging aan over. Het jongere zusje van het slachtoffer was rechercheur Cross. Sindsdien voelt inspecteur Wade een groot verantwoordingsgevoel voor het welzijn van rechercheur Cross. Een tekenaar probeert het gezicht met behulp van Gina te tekenen van de moordenaar. Inspecteur Wade neemt rechercheur Cross en Gina daarna mee voor een lunch, aangekomen in een restaurant klimt Gina door een raampje in de toiletten. Rechercheur Cross had al een vermoeden en rent achter Gina aan, dan hoort zij een gil en vindt Gina in een plas of bloed. De moordenaar had haar gevolgd en neergestoken. De wond is te ernstig om haar te redden, voordat zij sterft vertelt zij aan rechercheur Cross dat zij de ogen goed had voor de tekening. Rechercheur Cross zoekt Jim Dobbs op in de gevangenis, hij kan alleen communiceren door het tekenen van tekeningen, hij tekent een meisje met blond haar en een zwart masker wat haar gezicht verbergt. Alma Ruiz heeft een etentje met een collega, deze probeert haar te kussen. Later komt haar man rechercheur Ruiz thuis en zij vertelt hem om zijn spullen bij elkaar te zoeken en het huis te verlaten. Dan krijgt hij het bericht over het overlijden van Gina van rechercheur Cross. Hij besluit om het ongebruikte losgeld terug te geven aan Fausto Galvan, dit losgeld werd gebruikt in de ontvoering in de woestijn. Hij vertelt Galvan dat hij juist had gehandeld door het losgeld te geven. Galvan onthult dan dat de vader van rechercheur Ruiz betrokken was in drugshandel. Hij werkt op een eerlijke manier en weigert daarom geld dat aangeboden wordt door Galvan. Journalist Daniel Frye krijgt de suggestie van journaliste Adriana Mendez om naar Juárez te gaan om daar een connectie te vinden voor de moorden. Daar aangekomen vinden zij het lichaam van Hector Valdez. |                             |                                 |                       |                   | |
| 7. | Destino                     | Patrick Somerville              | Chris Fisher          | 21 augustus 2013  | Sandra Echeverría - Sara Vega Dyana Ortelli - moeder van Sara Vega                                                          |
| Rechercheur Ruiz wordt door zijn vrouw Alma het huis uitgezet, zij geloofd niet dat hij geen verhouding heeft met zijn partner rechercheur Cross. Als haar man weg is zoekt zij haar nieuwe vriend op in een hotel. Rechercheur Cross achterhaald de eigenaar van de moordenaars auto, het is Jack Childress. Zij ontdekt al snel dat Childress in zijn huis een flink aantal wapens heeft liggen. Later vinden inspecteur Wade en privédetective Tim Cooper de auto van Childress achtergelaten bij een woonwagenpark. Rechercheur Cross, rechercheur Ruiz en hulpsheriff Manny Stokes helpen hen met de zoektocht naar Childress. Stokes krijgt van een woonwagenbewoner te horen dat Childress in de buurt moet zijn, dan vindt hij ineens een bottenzaag. Als Childress dan ineens in het vizier komt eindigt dit in een vuurgevecht. Rechercheur heeft het mobiele nummer van Childress en belt hem op, zij ontdekt dan dat hij recht achter haar is. Zij schieten tegelijkertijd en rechercheur Cross wordt geraakt in haar kogelwerend vest. Als iedereen later terug is op het politiebureau denkt rechercheur Ruiz dat Childress de moordenaar is die zij zoeken. Rechercheur Cross is het hier niet mee eens omdat de moordenaar die zij zoeken meer geduld heeft, en Childress zei tegen haar dat hij alleen ingehuurd was om de Mexicaan te vermoorden. Steven Linder ontmoet in Juárez die hem een opdracht geeft. Hij moet haar dochter Sara naar de ranch van eerwaarde Bob nemen, alleen Sara is ook de vriendin van Fausto Galvan. |                             |                                 |                       |                   | |
| 8. | Vendetta                    | Fernanda Coppel                 | Norberto Barba        | 28 augustus 2013  | Diane Delano - Darcy Chad Morgan - Liz Miller Adrian Gonzalez - Santi jr.                                                   |
| Flashback: Daniel Frye en Santi jr. zijn aan het feesten, zij willen dan drugs zoeken. Frye is alleen zijn broek kwijt waar zijn paspoort in zit, hierop besluit Santi jr. alleen op zoek te gaan naar drugs. Heden: Inspecteur Hank Wade en rechercheur Cross ondervragen Jack Childress, hij verklaart niets te weten over een dode vrouw. Inspecteur Wade en de rest zijn ervan overtuigd dat hij de moordenaar van de brug is die zij zoeken, rechercheur Cross houdt haar twijfels hierover. Zij zoekt naar namen die met hem in connectie staan, zij komt uit bij David Tate. Zij hoort van rechercheur Ruiz dat hij met Tate heeft gewerkt maar dat hij nu dood is, hij pleegde zelfmoord nadat zijn familie de dood vonden bij een auto-ongeluk. Rechercheur Cross zoekt de zus van Tate op die haar vertelt dat de vrouw van Tate een affaire had met een man in Juárez. Zij verliet toen samen met haar zoon haar man, zij stierven bij een auto-ongeluk toen zij op weg waren naar haar vriend. Ondertussen vinden inspecteur Wade en privédetective Tim Cooper een lijk op het terrein van Jack Childress, volgens de identificatiepapieren is het Ken Hastings. Als rechercheur Cross de gegevens nakijkt van Ken Hastings komt zij tot de ontdekking dat de foto van Ken sprekend op de nieuwe vriend van Alma Ruiz lijkt, rechercheur Ruiz kent hem niet anders dan als David Tate. Alma Ruiz bekent later aan haar nieuwe vriend David Tate dat zij zwanger is, hij is blij met dit nieuws en wil haar mee naar zijn huis nemen. Zij gaat akkoord en vraagt hem of hij buiten vijf minuten wil wachten op haar. Hij gaat dan naar het toilet waar hij Santi jr. tegenkomt, hierop trekt hij een mes en snijdt de keel door van Santi jr. Dit omdat hij de chauffeur was die de auto-ongeluk veroorzaakte waarbij de familie van Tate omkwam. Voordat hij het toilet verlaat laat hij zijn bebloede handdruk achter voor de politie. Inspecteur Wade, rechercheur Cross en rechercheur Ruiz arriveren op de plek waar het lichaam van Santi jr. ligt, zij vinden een kraal op het lichaam zoals bij de andere moorden. Rechercheur Ruiz herkent de kraal van een ketting dat van een vrouw was met wie hij een affaire had. Later vertelt rechercheur Ruiz aan rechercheur Cross dat hij seks heeft gehad met Jill Tate. Charlotte Millwright komt thuis en vindt in haar zwembad Timmy, Ray Burton stelt dan voor om hem op de ranch te laten blijven. Burton bezorgt de wapens aan Graciella Rivera die hem hiervoor betaalt. Later vindt zij ontvangers in de wapens. |                             |                                 |                       |                   | |
| 9. | The Beetle                  | Elwood Reid                     | Keith Gordon          | 4 september 2013  | Jon Gries - Bob Stephanie Sigman - Eva Melany Ochoa - Sophie Ruiz                                                           |
| David Tate herleeft in zijn gedachten weer dat hij aankomt bij het auto-ongeluk waarbij zijn familie omkwam. Rechercheur Ruiz vertelt aan rechercheur Cross dat hij een verdachte was in het auto-ongeluk waarbij de familie van Tate omkwam. Rechercheur Cross vraagt aan rechercheur Ruiz of Tate op de hoogte was van de affaire tussen hem en de vrouw van Tate, hij beweert van niet. Zij oppert de gedachte of als hij het toen niet wist dat het mogelijk is dat hij het nu wel weet. Rechercheur Ruiz vertelt aan rechercheur Cross dat David Tate aan de zaak werkte van de verloren meisjes van Juárez tot de zaak stopgezet werd. Na het ongeluk dat zijn familie het leven kostte, veranderde de instelling van Tate. Dan gaat zijn telefoon en hij ziet dat het nummer van zijn vrouw Alma is, als hij opneemt hoort hij dat het David Tate is die hem uitdaagt. Gus Ruiz, de zoon van rechercheur Ruiz, zoekt Zina waarvan hij al een week sms berichten krijgt, zij zegt echter dat zij al een tijd niets naar hem heeft verstuurd. Het blijkt dat hij de berichten van haar oude telefoon krijgt. Als Gus thuiskomt vraagt hij aan zijn vader rechercheur Ruiz wie Ken Hastings is, volgens hem werkt hij op school samen met zijn moeder en samen met haar in huis is. Rechercheur Ruiz en rechercheur Cross worden naar het appartement van Hastings geroepen, daar vinden zij foto's van rechercheur Ruiz toen hij in functie was en een foto van een cabine in de woestijn. De cabine is waar David Tate Alma en de meiden had heengebracht, Tate geeft Alma dan een handgranaat en sluit hen op. Gus Ruiz vertelt zijn vader over de mysterieuze sms berichten, en zij kunnen David Tate overhalen voor een ontmoeting. Dan heeft rechercheur Ruiz de coördinaten van de cabine, hij gaat erop af samen met inspecteur Hank Wade waar zij iedereen kunnen redden. Rechercheur belt naar rechercheur Cross met dit nieuws en vraagt haar of zij zijn zoon Gus naar een veilige plek kan brengen. Terwijl rechercheur Cross samen met Gus in haar auto zitten worden zij ineens aangereden door een andere auto, het blijkt David Tate te zijn die Gus uit de auto trekt en meeneemt. Nadat rechercheur Cross het kenteken heeft gezien valt zij buiten bewustzijn. Charlotte Millwright wordt aangevallen door Graciella Rivera en haar handlanger, zij waren op zoek naar Ray Burton. Cesar arriveert bij de vechtpartij en schiet dan de handlanger neer. Terwijl Rivera haar handlanger verzorgd wordt zij doodgestoken met een riek door Millwright. Steven Linder bekent aan eerwaarde Bob dat hij Hector Valdez vermoordt heeft. Hij vertelt dit ook aan Eva Guerra, zij is opgelucht als zij dit hoort. |                             |                                 |                       |                   | |
| 10. | Old Friends                 | Patrick Somerville              | Alex Zakrzewski       | 11 september 2013 | Emily Wickersham - Kate Millwright Al Schuermann - Walter Chambers                                                          |
| Terwijl rechercheur Cross wordt verzorgd door ambulancemedewerkers zit Gus Ruiz bij David Tate in de auto. Rechercheur Cross vertelt aan inspecteur Wade het kentekennummer van David Tate. Rechercheur Ruiz vertelt zijn vrouw Alma dat zij en de meiden naar een veilig adres worden gebracht. Hij vertelt haar ook dat zijn affaire met de vrouw van Tate gebeurde voordat hij haar kende, zij vindt dit nu niet belangrijk. Gus wordt wakker in een autowrak dat vol met water begint te lopen. Rechercheur Ruiz en rechercheur Cross vinden de auto van Tate bij een kerkhof en dankzij aanwijzingen komen zij bij een oom van Tate uit die zij op gaan zoeken. Dan krijgt rechercheur Ruiz een telefoontje van Tate die hem vertelt hem alleen te ontmoeten. Daar aangekomen krijgen rechercheur Ruiz en David Tate een woordenwisseling over hun affaires met elkaars vrouwen. Hij smeekt Tate om zijn zoon vrij te laten omdat hij hier niets mee te maken heeft. Als rechercheur Ruiz hem probeert te wurgen wordt hij door hem overmeesterd, Tate eist dan van hem om zijn telefoon weg te gooien. Daniel Frye is beschaamd dat hij het doelwit was van David Tate en vertelt aan Adriana Mendez over de nacht dat Santi jr. op de auto botste van de vrouw en zoon van David. Daniel gaat samen met Adriana Mendez naar een A.A. bijeenkomst, als hij even alleen buiten is wordt hij ontvoerd door David Tate. Charlotte Millwright hoort dat zij alleen de ranch krijgt van haar overleden man, Ray Burton zegt haar dat zij dan de tunnel ook hebben waar zij met smokkel veel aan kunnen verdienen. Millwright en Burton ontdekken dat Timmy voor de ATF werkt en eist van Burton dat hij hem vermoord, echter dit eindigt in dat zij hem doodschiet. |                             |                                 |                       |                   | |
| 11. | Take the Ride, Pay the Toll | Dario Scardapane                | John Dahl             | 18 september 2013 | Sarayu Rao - dokter Carlos E. Campos - medewerker mortuarium                                                                |
| Ray Burton sleept het lichaam van Timmy door de tunnel en vindt daar meerdere lichamen, neergeschoten tijdens een kaartspel. Dan wordt hij ineens door een vreemde beschoten. Burton pakt een vuurwapen van een lijk, schiet terug en dood hem. David Tate arriveert samen met rechercheur Ruiz op de grensbrug tussen Juárez en El Paso. Tate vertelt aan rechercheur Ruiz dat zijn vrouw meteen omkwam in het auto-ongeluk, maar zijn zoon leefde nog voor tien minuten. Hij hoopt dat zijn zoon vredig insliep, maar is bang dat hij helse pijnen heeft doorstaan. Tate stopt de auto op het midden van de brug, hier vond het ongeluk plaats, en stapt samen met rechercheur Ruiz uit de auto. Tate heeft zich volgehangen met explosieven en laat rechercheur Ruiz de kofferbak openen, daar ligt Daniel Frye die levend en doodsbang is. Dan arriveert inspecteur Hank Wade op de brug, hij ziet dat Tate van rechercheur Ruiz verlangt dat hij Frye doodschiet. Wanneer rechercheur Ruiz dit weigert doet Tate dit zelf. Ondertussen vinden Rechercheur Cross en privédetective Tim Cooper Gus Ruiz bij het huis van de oom van Tate in een autowrak. Zij spoedt zich naar de brug waar zij aan rechercheur Ruiz smeekt om Tate niet dood te schieten. Tate vertelt dan aan rechercheur Ruiz dat zijn zoon Gus dood is, dit in de hoop dat hij hem toch doodschiet. Rechercheur Cross kan dit voorkomen door Tate neer te schieten, zij kan niet voorkomen dat haar partner rechercheur Ruiz hierbij ook licht gewond raakt. Tate is ook licht gewond en kan nu gearresteerd worden, rechercheur Ruiz is woedend op rechercheur Cross door hem tegen te houden. Adriana Mendez gaat informeren in het ziekenhuis hoe het met Daniel Frye is gesteld, daar hoort zij dat Frye flinke hoofd- en rug verwondingen heeft. |                             |                                 |                       |                   | |
| 12. | All About Eva               | Esta Spalding & Fernanda Coppel | SJ Clarkson           | 25 september 2013 | Jon Gries - Bob Terry Maratos - Nick Ellie Araiza - Celia Delgado                                                           |
| Steven Linder gaat naar de ranch van eerwaarde Bob, klaar om te gaan trouwen met Eva Guerra. Daar aangekomen hoort hij echter van eerwaarde Bob dat zij er niet is. Guerra verlaat haar werk in Juárez, maar zij mist de bus en accepteert dan een lift in een auto met een kenteken uit Texas. Ondertussen hoort Rechercheur Cross van een automonteur dat de auto van haar zus total loss is, dit ontzet haar. Zij zoekt rechercheur Ruiz op, hij is echter in een verwarde toestand en het maakt hem helemaal niets meer uit wat zij hem vertelt. Steven Linder spreekt met rechercheur Cross over de vermissing van zijn bruid Guerra, hij vertelt haar dat zij al voor drie dagen vermist wordt. In Juarez wordt Guerra door een lokale politieagent in een cel opgesloten. Linder besluit om naar Juarez te gaan om Guerra te zoeken, hij loopt daar rond met een foto van haar. Hij hoort van een vrouw, die na het zien van de foto, dat zij waarschijnlijk weet waar zij is. Ondertussen neemt de politieagent Guerra, gedrogeerd en murw geslagen, mee naar een groot landgoed. Inspecteur Hank Wade suggereert rechercheur Ruiz om te gaan getuigen in de rechtbank tegen David Tate, dit om zijn gemoedsrust te bevorderen. In de rechtbank glimlacht en knikt Tate naar rechercheur Ruiz als zij elkaar zien, dit maakt rechercheur weer woedend op hem. Linder gaat met de vrouw en andere mensen op zoek in een veld vol met paarse kruisen, zij vinden verschillende bewijzen dat daar meerdere lichamen liggen. Charlotte Millwright ontmoet Fausto Galvan op een kermis en hij stelt aan haar voor om samen te gaan werken. |                             |                                 |                       |                   | |
| 13. | The Crazy Place             | Elwood Reid & Dario Scardapane  | Gwyneth Horder-Payton | 2 oktober 2013    | Timothy Bottoms - Arliss Froome Ellie Araiza - Celia Delgado Blanca Araceli - Sofia Mendez                                  |
| De politieagent, met een gewonde Eva Guerra in zijn auto, ontmoet een man die hem een wapen geeft. Hij geeft de politieagent het advies om met haar af te rekenen, hij weigert dit advies op te volgen. Rechercheur Cross vraagt aan haar baas inspecteur Hank Wade of hij bezig is om zijn pensioen in te dienen, hij stelt haar gerust door te zeggen dat hij nog niets aangevraagd heeft. Zij vraagt hem dan toestemming voor het werken aan de zaak van de dode meisjes in Juárez. Rechercheur Cross en Celia Delgado vinden bewijzen dat de politieagent in Juarez meer weet van de verblijfplaats van Eva Guerra. Rechercheur Ruiz mishandeld de politieagent net zo lang tot hij zegt waar Guerra is. Uiteindelijk lukt het hen om Guerra te vinden en brengen haar terug naar Amerika. Ondertussen ontmoet Charlotte Millwright, Ray Burton en Cesar advocaat Monte over het witwassen van het geld wat zij verdienen met de tunnelzaken. Millwright vraagt ook advies om wat te doen met het voorstel van Fausto Galvan. Millwright krijgt dan van een vreemdeling te horen dat hij alles over haar weet en adviseert haar dat zij de ontmoetingen met Galvan door laat gaan. Rechercheur Ruiz zoekt Galvan op om hem een gunst te verlenen. Hij wil dat Galvan hem naar David Tate brengt, zodat hij David zelf kan vermoorden. |                             |                                 |                       |                   | |

## Seizoen 2 (2014)
| Aflevering | Titel            | Schrijver                      | Regie             | Uitzenddatum VS   | Selectie gastrollen |
| --- | ---------------- | ------------------------------ | ----------------- | ----------------- | --- |
| 1. | Yankee           | Elwood Reid                    | Keith Gordon      | 9 juli 2014       | Jon Gries - Bob Brian Baumgartner - Gary John Billingsley - Mr. DeLarge                                                           |
| Rechercheur Ruiz is weer aan het werk in Juárez, wel nog vol met wrok vanwege de dood van zijn zoon en de aangevraagde scheiding met zijn vrouw. Tijdens een schietpartij wordt hij opzettelijk neergeschoten door een collega die hierna spoorloos verdwijnt. Daniel Frye en Adriana Mendez zetten hun zoektocht naar haar zus door. In El Paso krijgt rechercheur Cross een telefoontje vanuit de gevangenis waar Jim Dobbs vastzit, zij hoort dat Dobbs niet lang meer te leven heeft. Als zij daar aankomt ontmoet zij zijn broer Jack, er ontstaat een klik tussen hen wat eindigt in een vrijpartij. Inspecteur Hank Wade probeert Eva Guerra te beschermen, dit mislukt wanneer zij Domingo, een politieagent uit Juarez, herkent als haar aanvaller. Hierop besluit inspecteur Wade om haar terug te brengen zodat zij verder kan leven met Bob. De drugkartel stuurt hun probleemoplosser, Eleanor Nacht, naar El Paso waar zij een spoor van dode lichamen achterlaat, dit trekt de aandacht van inspecteur Wade en zijn team. |                  |                                |                   |                   | |
| 2. | Ghost of a Flea  | Elwood Reid                    | Daniel Sackheim   | 16 juli 2014      | Christian Barillas - Raul Quintana / Yusanda Keith Gordon - taxidermist Daniel Polo - Kyle                                        |
| Inspecteur Hank Wade en rechercheur Cross vinden het lichaam van de handlanger van Eleanor Nacht, en een opgezette hond in een auto in de woestijn. De hond was een politiehond van de DEA, en bij de taxidermist wordt het dode lichaam gevonden van een DEA agent. De politie van El Paso krijgt na deze vondsten ondersteuning van agent Joe Mackenzie van de DEA. Agent Mackenzie hoopt nu bewijzen te vinden van de moorden die hem naar Fausto Galvan kunnen leiden. In Juarez groeit het wantrouwen bij rechercheur Ruiz ten opzichte van het politiebureau en zijn collega's, dit ontaard in een vuistgevecht met een politieagent op het bureau. Kapitein Robles, de baas van rechercheur Ruiz, brengt hem naar het huis van de vermoorde handlanger van Eleanor Nacht waar hij een ontmoeting heeft met Fausto Galvan. Voor de hulp om rechercheur Ruiz wraak te kunnen laten nemen op de dood van zijn zoon wil Galvan dat rechercheur Ruiz meehelpt in de zoektocht naar Nacht in El Paso. Daar aangekomen zoekt rechercheur Ruiz zijn collega rechercheur Cross op waar zij hun bevindingen uitwisselen. Nadat Nacht haar handlanger had vermoord, leerde zij Kyle kennen, een tiener uit El Paso, die zij verleidde en daarna ook vermoordde. |                  |                                |                   |                   | |
| 3. | Sorrowsworn      | Dario Scardapane               | Stefan Schwartz   | 23 juli 2014      | Jon Gries - Bob Julio Cedillo - Franco Christian Barillas - Raul Quintana / Yusanda                                               |
| Terwijl Eleanor Nacht het lichaam van Kyle wegwerkt krijgt rechercheur Ruiz toestemming om samen met rechercheur Cross aan de zaak te werken. Zij ondervragen een vriend van Kyle, Dex, over Kyle en Eleanor Nacht, en krijgen een verslag over het verleden van Nacht van DEA agent Joe Mackenzie. Zij had een gelovige jeugd en werkt nu voor het drugskartel van Fausto Galvan, agent Mackenzie maakt zich zorgen als hij rechercheur Ruiz ziet. Nacht bezoekt Dex in zijn slaapkamer en wil hem meenemen om Kyle te zien, maar Dex komt onschuldiger over dan Kyle en besluit hem te laten leven. Maar niet nadat zij Dex heeft verteld dat Kyle bij de vlinders is. Dit vertelt Dex aan de rechercheurs, rechercheur Cross denkt nu te weten waar Kyle is. Zij vinden het lichaam van Kyle in een leeg vat, niet wetende dat Nacht vanaf een afstand toekijkt. Daniel Frye en Adriana Mendez bezoeken Raul Quintana en vertellen hem over de dood van Chuchito. Quintana vertelt hen dat Chuchito gezien was met een vrouw van het drugskartel. Nadat Ray Burton en Cesar onder bedreiging bestolen zijn van hun drugs adviseert Burton aan millwright om een tijdje te gaan onderduiken. Steven Linder komt aan op de ranch van eerwaarde Bob waar hij Eva Guerra ziet. Ook wordt op de ranch Domingo vastgehouden, de aanvaller van Guerra, en nadat Linder Guerra heeft gerustgesteld wil hij toch wraak gaan nemen op Domingo. |                  |                                |                   |                   | |
| 4. | The Acorn        | Patrick Somerville             | Colin Bucksey     | 30 juli 2014      | Jon Gries - Bob Ian Hart - man in auto Julio Cedillo - Franco Brad William Henke - Jim Dobbs John Billingsley - Jonathan DeLarge  |
| Nadat Jonathan DeLarge, een bankier die eerder werd bedreigd door Eleanor Nacht, een telefoontje pleegt met een van zijn vele prepaidtoestellen ontmoet hij Daniel Frye en Adriana Mendez. Zij willen proberen te ontdekken waarom hij geld witwast voor het drugskartel, en nadat de twee DeLarge verlaten pleegt hij zelfmoord. Rechercheur Cross kijkt zijn meerdere telefoons na om zo te zien dat hij naar het Clio bedrijf heeft gebeld, dit is een rare combinatie tussen deze twee. Terwijl rechercheur Cross de belgegevens krijgt van bedrijf Clio praat rechercheur Ruiz met de bestuursvoorzitter Sebastian Cerisola. Cerisola blijkt lid te zijn van het drugskartel en vertelt dat zij Eleanor Nacht hebben. Zij wordt meegenomen naar Fausto Galvan waar zij discussiëren over hun gemaakte afspraken, waarna zij iemand spreekt die vastgehouden wordt in een cel. Charlotte Millwright en Ray Burton willen vluchten naar Alaska, dan komt Monte Flagman bij hen met de boodschap dat hij werk voor hen heeft. Steven Linder martelt nog steeds Domingo om zo de namen te achterhalen wie bij de verkrachting van Eva Guerra betrokken waren. In de gevangenis overlijdt Jim Dobbs, zijn broer Jack ontvreemdt een aantal tekeningen van hem voordat hij rechercheur Cross op de hoogte stelt. Jack zoekt later rechercheur Cross bij haar thuis op waar hij nog een tekening ontvreemd. |                  |                                |                   |                   | |
| 5. | Eye of the Deep  | Mauricio Katz                  | Alex Zakrzewski   | 6 augustus 2014   | Jon Gries - Bob Brad William Henke - Jim Dobbs Ian Hart - David Tate                                                              |
| In de gevangenis wordt David Tate met hulp van een bewaker zo zwaar mishandeld dat hij zijn oog kwijtraakt. Fausto Galvan vertelt aan rechercheur Ruiz dat, als hij dit nog wil, de tijd is voor zijn wraak op Tate. Rechercheur Riuz gaat akkoord en wordt de gevangenis in gesmokkeld in een vrachtwagen. Daar aangekomen wordt hij naar Tate gebracht, die herstellende is van de vorige aanval. Tate smeekt aan rechercheur Ruiz om het karwei af te maken, maar hij bezorgt hem alleen maar meer verwondingen. Openbaar aanklager Abelardo Pintado van Juárez bezoekt samen met rechercheur Cross en inspecteur Hank Wade de ranch waar zij Eva Guerra foto's laten zien van een politieagent uit Juarez. Zij identificeert Domingo en kapitein Robles als haar aanvallers. Rechercheur Cross hoort van Jack Dobbs dat zijn broer Jim Dobbs gecremeerd wordt zonder een dienst, zij geeft aan dat zij er toch bij wil zijn. Als zij hem verlaat om te gaan werken bestudeerd Jack haar familiefoto's en de tekeningen van Dobbs. Later vraagt rechercheur Cross aan Jack voor de eigendommen van Dobbs, Jack weigert haar deze te geven. DEA agent Joe Mackenzie krijgt van de CIA te horen om geen onderzoek te doen naar de connectie tussen het bedrijf Clio en het drugskartel, hij vraagt dan toch aan Daniel Frye voor verder onderzoek naar het bedrijf Clio. Charlotte Millwright en Ray Burton worden door Monte P. Flagman meegenomen naar een bouwplaats waar Eleanor Nacht de bouwontwerper eerder heeft vermoord. Hier vertelt Monte aan hen dat zij nu de bouwplaats moeten gaan leiden. De mensen die Burton en Cesar hebben bestolen van hun drugs worden vermoord door de mensen van Fausto Galvan, zij verlaten de plek met het achterlaten van een teken dat naar Galvan leidt. |                  |                                |                   |                   | |
| 6. | Harvest of Souls | Evan Wright                    | Guy Ferland       | 13 augustus 2014  | Julio Cedillo - Franco Rolando Molina - pastoor Sala David Barrera - Domingo                                                      |
| De tekeningen die Jack Dobbs had ontvreemd van Jim Dobbs leidt hem naar een watertoren, als hij daar aan het graven is vindt hij menselijke botten. Later vertelt hij aan rechercheur Cross dat hij was wandelen op een plek waar hij door zijn broer meegenomen werd. Zij krijgen een discussie over de resten van de crematie van Jim Dobbs, uiteindelijk gooien zij de resten in de vuilnisbak. Zij geeft aan Jack de sleutel van haar huis, wel maakt zij duidelijk aan hem dat zij nu geen relatie hebben. Later vinden rechercheur Cross en inspecteur Wade Hank, getipt door een voormalige huisontwerper die contact had met Eleanor Nacht, een leeg huis. Zij vragen zich wel af wat de connectie is tussen dit leeg huis, de bank en Nacht. Daniel Frye en Adriana Mendez worden geblinddoekt bij de moordenaar van Chuchito en Raul Quintana gebracht. Naar zijn aanwijzing willen zij Sebastian Cerisola gaan interviewen, maar gaan als snel weg als deze niet op komt dagen. Later is Mendez bang om het verhaal over Cerisola te publiceren, Frye kan haar echter toch overtuigen. De baas van Frye ontslaat hem voordat hij het verhaal kan publiceren, dit omdat hij bang is voor de gevolgen voor het plaatsen van een verhaal over Cerisola. Op de ranch van eerwaarde Bob hoort en herkend Eva Guerra de stem van Domingo, zij is boos op Steven Linder die haar hier niets over had verteld. Later vermoordt zij Domingo met een bijl, nadat zij heeft gezegd dat de verkrachting van hem haar tot een hoer heeft gemaakt. Openbaar aanklager Abelardo Pintado vindt de dood bij een auto-ongeluk wat later in scène blijkt te zijn gezet. Rechercheur Cross en rechercheur Ruiz denken dat de aanklager een getuige voor de zaak van Eva Guerra verborg, zij vinden hem in een motelkamer. Daar aangekomen raken zij betrokken in een schietpartij met de lokale politie. Rechercheur Cross schiet er een neer en rechercheur Ruiz dwingt haar de plek te verlaten zodat hij het af kan maken, terwijl zij wegloopt hoort zij twee schoten. |                  |                                |                   |                   | |
| 7. | Lamia            | Dre Alvarez & Anna Fishko      | Adam Arkin        | 20 augustus 2014  | Brian Baumgartner - Gary Alyssa Diaz - Lucy                                                                                       |
| Met behulp van zijn vriend en A.A. sponsor Gary krijgt Daniel Frye toegang tot de website van Texas Secretary of State. Hierop ontdekken hij en Adriana Mendez dat het bedrijf Clio betalingen verrichtte van de bank van DeLarge, die zelfmoord pleegde, naar een vastgoedontwikkelaar. Zij zoeken Ray Burton op voor meerdere vragen, hij eindigt dit al snel als hij ontdekt dat zij verslaggevers zijn. Bij het weggaan geeft Mendez Burton een vissitekaartje van haar aan hem, Burton en Charlotte Millwright geven het vissitekaartje aan Eleanor Nacht. Nacht vertelt hen, gesproken in een derde persoon perspectief, over Fausto Galvan die haar helpt voor wraak op haar vader die haar verkrachtte in haar tienerjaren, dezelfde man wordt nu vastgehouden in een kooi. Als Mendez thuiskomt, vindt zij haar vriendin Lucy neergestoken en haar aanvaller die Lucy vermoord heeft. DEA agent Joe Mackenzie zoekt Charlotte Millwright op om haar te vragen wat zij over Fausto Galvan weet. Rechercheur Cross gaat samen met Jack naar de watertoren waar hij de menselijke resten van Bridget Rowland vindt, een meisje dat Jim Dobbs vermoordde twee jaar voor hij het zusje Lisa van rechercheur Cross vermoordde. Hierop worden inspecteur Hank Wade en zijn team ingelicht die ook naar de watertoren komen, waarna Wade Dobbs aanvalt. Als Dobbs toen op de hoogte was van de moord op Rowland had hij waarschijnlijk de moord op Lisa kunnen voorkomen. Dobbs verdedigt zichzelf door te zeggen dat inspecteur Wade Dobbs heeft vermoord terwijl hij ongewapend was. Rechercheur Cross kan zowel Dobbs als inspecteur Wade niet vertrouwen en loopt weg terwijl inspecteur Wade zijn excuses aan haar maakt, ook vraagt hij de huissleutel terug van Jack. Later brengt zij de handtas van Rowland terug naar haar moeder. Rechercheur Ruiz wordt vrijgesproken van de schietpartij in het motel en wordt nu als held behandeld, hij weigert echter al de lof aan te nemen. Als kapitein Robles opmerkt dat hij de aanwezigheid van rechercheur Cross wil onderzoeken besluit rechercheur Ruiz toch de lof aan te nemen. Fausto Galvan herinnert rechercheur Ruiz eraan dat David Tate nog steeds leeft, hij vertelt Galvan dat hij flink moet lijden en niet sterven. In de gevangenis krijgt de vastgebonden Tate een slang in zijn neus waar een vloeistof in gepompt wordt, na een aanval stopt zijn lichaam met schudden. |                  |                                |                   |                   | |
| 8. | Goliath          | Elwood Reid & Dario Scardapane | Jakob Verbruggen  | 27 augustus 2014  | David Barrera - Domingo Brad Hunt - The Chopper Roman Arabia - Jaime                                                              |
| Rechercheur Cross bezoekt haar moeder, nu een dakloze drugsverslaafde, en geeft haar bij het weggaan een aandenken van Lisa met de woorden Het is Klaar. Kort erna komt Eleanor Nacht die het aandenken wegpakt bij de moeder. Rechercheur Cross wordt dan opgepikt door DEA agent Joe Mackenzie die onthult dat rechercheur Ruiz misschien iets te maken heeft met de moord op David Tate, hij suggereert ook dat hij misschien de mol is voor Fausto Galvan. Met deze informatie gaat rechercheur Cross naar haar baas inspecteur Hank Wade, maar deze wil hier niets mee doen totdat de zaak rond Jim Dobbs is opgelost. Ondertussen huurt Fausto Galvan een gringo huurmoordenaar, genaamd The Chopper, in die rechercheur Cross moet vermoorden. Sebastian Cerisola lokt Fausto Galvan in de val zodat hij gearresteerd wordt, dit omdat hij vindt dat Galvan steeds meer agressie vertoond. Hij probeert nu Eleanor Nacht aan zijn zijde te krijgen, zij weigert dit omdat Galvan haar vader vasthoudt. Als er een inval plaatsvindt door de politie in een magazijn van Galvan vinden zij de vader in de kelder. Als Cerisola ineens geconfronteerd wordt door Daniel Frye bij de school van zijn zoon laat hij hem arresteren door de Mexicaanse politie, die sluiten Frye op in een cel vol met junkies. Adriana Mendez roept nu de hulp in van rechercheur Ruiz om Frye vrij te krijgen. Daarna zoekt rechercheur Ruiz rechercheur Cross op en vertelt haar de informatie die hij van Frye en Mendez heeft gekregen. Zij wil echter niets meer met hem te maken hebben, zij beschuldigd hem met het samenwerken met Galvan. Galvan is in staat om te vluchten en tijdens zijn vlucht door een serie van tunnels vermoordt hij twee van zijn handlangers, puur op instinct. Later wordt rechercheur Cross door The Chopper in haar huis aangevallen en slaat haar bewusteloos. Eva Guerra leidt Steven Linder naar een van haar verkrachters, hij vermoordt de man in de ogen van zijn moeder. |                  |                                |                   |                   | |
| 9. | Rakshasa         | Marisha Mukerjee               | Guillermo Navarro | 3 september 2014  | Ian Hart - David Tate Brad Hunt - The Chopper Wade Williams - Mr. Merco Jenny Pellicer - Romina Roman Arabia - Jaime              |
| Rechercheur Ruiz koopt Romina, de dochter van Sebastian Cerisola, vrij uit de gevangenis. Zij was gearresteerd voor een drugs aanklacht en wil nu in ruil informatie van haar. Cerisola bekent aan rechercheur Ruiz dat Fausto Galvan een huurmoordenaar opdracht heeft gegeven voor het vermoorden van rechercheur Cross. De huurmoordenaar, The Chopper, brengt rechercheur Cross ondertussen naar een veilige locatie waar hij haar vastbind en begint haar psychisch te martelen. Het lukt haar uiteindelijk te vluchten maar strand door de hitte in de woestijn. Rechercheur Ruiz volgt het spoor van The Chopper en vindt hem terwijl hij een graf aan het graven is, hieruit concludeert hij dat rechercheur Cross dood is. Hij schiet The Chopper dood en dan hoort hij ineens de stem van rechercheur Cross, het lukt hem haar te lokaliseren en haar te redden. Zij is hem dankbaar voor de redding maar zij blijft wantrouwend naar hem toe, helemaal als zij van hem hoort dat hij dankzij Cerisola haar heeft gevonden. Eleanor Nacht denkt dat er een mol in het drugskartel actief is, zij verdenkt vastgoedmakelaar Chip hiervan. Zij neemt Cesar, haar handlanger Jaime en Charlotte Millwright mee naar Chip. Daar aangekomen vermoordt Cesar Chip door een plastic zak over zijn hoofd te doen. Millwright is bang dat zij de volgende is bij Nacht en stuurt een bericht naar DEA agent Joe Mackenzie die samen met zijn mannen en inspecteur Hank Wade hierop een inval voorbereidt. Ondertussen heeft Fausto Galvan opdracht gegeven om iedereen daar te vermoorden, dit omdat hij vermoedt dat Nacht de mol is. De mannen van Galvan komen net nadat de politie gearriveerd is, zij schieten dan Millwright en de DEA agenten dood en verwonden inspecteur Wade. Als de beschietingen gestopt is rouwt Cesar om de dood van Millwright, en inspecteur Wade verlaat het terrein met een bloedspoor achterlatend. |                  |                                |                   |                   | |
| 10. | Eidolon          | Patrick Somerville             | Colin Bucksey     | 10 september 2014 | Ian Hart - David Tate Andy Buckley - Doc Orton Romi Dias - Carla Garcia Jenny Pellicer - Romina Roman Arabia - Jaime              |
| Eleanor vermoordt haar chauffeur nadat hij spiekte in haar agenda, dit zorgt ervoor dat de auto doorrijdt omdat de versnelling vast blijft zitten. Monte P. Flagman, rechercheur Ruiz en rechercheur Cross arriveren op de plek van het bloedbad waar zij wel Eleanor Nacht vinden maar niet inspecteur Hank Wade. Wel vinden zij talloze doden, waaronder DEA agenten en Charlotte Millwright. Inspecteur Wade is op de vlucht, kruipend door het zand met een bloedspoor achterlatend wat zijn vluchtpoging laat mislukken. Monte vindt later Nacht en inspecteur Wade in een verlaten fabriek en laat een dokter komen om hen te behandelen. Rechercheur Cross en rechercheur Ruiz vinden de verblijfplaats in de fabriek, zij zien net dat zij weggevoerd worden in een auto. Zij kunnen net voorkomen dat de auto wegrijdt door erop in te rijden. Rechercheur Cross houdt dan Nacht onder schot terwijl Nacht probeert weg te lopen, Nacht draait haar eigen om en valt op de grond neer. |                  |                                |                   |                   | |
| 11. | Beholder         | Mauricio Katz & Evan Wright    | John Dahl         | 17 september 2014 | Adam Arkin - federaal agent Ian Hart - CIA agent Buckley David Barrera - Domingo Alyssa Diaz - Lucy Jenny Pellicer - Romina       |
| Fausto Galvan beseft dat Eleanor Nacht en Sebastian Cerisola tegen hem gekeerd zijn, hij ontvoert nu de dochter Romina van Cerisola die hij heroïne toedient. Hij filmt haar terwijl zij onder invloed is en stuurt de opname naar Sebastian. Rechercheur Cross krijgt geen toestemming om Eleanor Nacht te ondervragen, het is nu een federale zaak geworden van de DEA en de CIA. Inspecteur Hank Wade is herstellende in het ziekenhuis en vertelt aan rechercheur Cross dat hij een belangrijk agenda van Nacht heeft verstopt tijdens zijn vlucht van de schietpartij. Zij vindt de agenda met het aandenken die zij aan haar moeder had gegeven, zij kan hierna privédetective Tim Cooper overtuigen om haar bij Nacht te laten komen. Daniel Frye en Adriana Mendez onderzoeken de rol van de CIA in dit geheel. Eva Guerra en Steven Linder houden de woning van kapitein Robles in de gaten. Ondertussen kan zij hem overtuigen om zijn baard af te scheren, ondanks zij het wel stoer bij hem vindt staan. Rechercheur Ruiz gaat met een paar politiemensen mee om zo te infiltreren in de schuilplaats van Fausto Galvan, maar wordt overmeesterd bij de ingang. |                  |                                |                   |                   | |
| 12. | Quetzalcoatl     | Dario Scardapane & Adam Gaines | Jakob Verbruggen  | 24 september 2014 | Adam Arkin - federaal agent Ian Hart - CIA agent Buckley David Barrera - Domingo Romi Dias - Carla Garcia                         |
| Fausto Galvan vraagt aan rechercheur Ruiz over de afspraak die hij gemaakt heeft met de politiemensen, hierna stopt Galvan rechercheur Ruiz in een schuur samen met de dochter van Cerisola. Dan vindt Galvan een telefoon die communiceert met de politiemensen, hij hoort dan dat hij voorbij hun grens mag komen. De politiemensen openen het vuur op een tegemoetkomende auto, zij ontdekken al snel dat dit een afleidingsmanoeuvre is. Galvan ontsnapt met zijn gijzelaars de bergen in die hij kent als zijn broekzak. Rechercheur Cross en inspecteur Hank Wade proberen te achterhalen waar Eleanor Nacht is gebleven die meegenomen is door de CIA. Zij ontdekken ook wat Sebastian Cerisola van plan is met Fausto Galvan. Ondertussen ontdekt Steven Linder dat kapitein Robles banden heeft met een vrachtwagenbedrijf die gerund wordt door de drugskartel. Als Linder verder onderzoek doet bij het bedrijf wordt hij neergeschoten door kapitein Robles. Later zijn rechercheur Cross en Inspecteur Wade getuige van een chauffeurswissel bij een vrachtwagen en zij besluiten om ieder een wagen te volgen. |                  |                                |                   |                   | |
| 13. | Jubilex          | Elwood Reid                    | John Dahl         | 1 oktober 2014    | Adam Arkin - federaal agent David Barrera - Domingo Ian Hart - CIA agent Buckley Jenny Pellicer - Romina Romi Dias - Carla Garcia |
| Inspecteur Wade raakt betrokken in een schietpartij met de vrachtwagenchauffeur, dit eindigt in de dood van de chauffeur. In de trailer ontdekt hij een bloedspoor wat hem leidt naar Steven Linder. Nadat Linder is afgevoerd in een ambulance laat inspecteur Wade aan een federale agent zien wat de inhoud van de trailer nog meer uit bestaat, een flink aantal tonnen met heroïne. Rechercheur Cros achtervolgt de andere chauffeur die naar een huis rijdt, daar hoort zij een geweerschot en gaat naar binnen. Daar wordt zij bewusteloos geslagen door CIA agent Buckley, deze kwam net terug van Daniel Frye die hij waarschuwde om te stoppen met zijn onderzoek. Als rechercheur Cross bijkomt, belt zij meteen inspecteur Wade. Ondertussen trekt Fausto Galvan met Romina, de dochter van Sebastian Cerisola, en rechercheur Ruiz door de bergen, zij lijden erg door uitdroging. Als Galvan probeert om bij Romina heroïne in te spuiten wordt hij ineens injecteert met heroïne door haar. Nu probeert rechercheur Ruiz met Romina te ontsnappen, maar het lukt Galvan om Romina tijdens een worsteling in de buik te schieten. Galvan wordt toch overmeesterd en leidt hen naar een vrachtwagen. Rechercheur Ruiz belt rechercheur Cross op met het nieuws dat zij ontsnapt zijn, Romina wordt opgenomen in het ziekenhuis waar rechercheur Cross over haar blijft waken, rechercheur Ruiz brengt ondertussen Galvan naar de gevangenis. Eleanor Nacht is haar afspraak met Sebastian Cerisola nagekomen en dit geeft haar toegang tot haar vader. Later is zij samen met haar vader en vertelt hem over haar ervaringen toen hij haar voor eerste keer seksueel misbruikte. Als zij vraagt of hij haar nog steeds wil misbruiken overvalt hij haar. Op het moment dat zij hem wil neerschieten wordt zij tegengehouden door rechercheur Cross die er net op tijd bij is. Later belt zij rechercheur Ruiz op met het nieuws, hij denkt dat vader en dochter elkaar af zullen maken vertelt rechercheur Cross dat Eleanor beschermd zal worden. Daniel Frye en Adriana Mendez hebben een gesprek met de baas van CIA agent Buckley, die vertelt hen dat Buckley een ongeleid projectiel is die niet meer behandelbaar is voor hem. Later wordt Buckley doodgeschoten door een huurmoordenaar die hij zelf ingehuurd had om Frye en Mendez op te laten ruimen.                                                                     |                  |                                |                   |                   | |